# تينابانور
تينابانور (Tenapanor)، الذي يُباع تحت الإسم التجاري ابسريلا( Ibsrela )، هو دواء يستخدم لعلاج متلازمة القولون العصبي المصحوبة بالإمساك (IBS-C).  و يؤخذ عن طريق الفم. 
تشمل الآثار الجانبية الشائعة لهذا العقار على: الإسهال و انتفاخ البطن والدوار.  و يعتقد أن استخدامه أثناء الحمل و الرضاعة آمن.  و هو يعمل عن طريق منع مبادل الصوديوم والبروتون NHE3 هناك عن طريق تقليل امتصاص الأمعاء للصوديوم. 
تمت الموافقة على استخدام تينابانور طبيًا في الولايات المتحدة في عام 2019.  و مع ذلك، فهو ليس في الصيدليات بعد.  اعتبارًا من عام 2021، لم تتم الموافقة عليه في أوروبا أو المملكة المتحدة. 